# Crónica de una muerte anunciada (película)
Crónica de una muerte anunciada es una adaptación cinematográfica de la novela homónima del premio Nobel colombiano Gabriel García Márquez, publicada en 1981. Cuenta, en forma de reconstrucción periodística, la historia del asesinato de Santiago Nasar por los hermanos gemelos Vicario. La película fue dirigida por Francesco Rosi, con un guion de Tonino Guerra. Está protagonizada por Rupert Everett, Ornella Muti, Anthony Delon, Irene Papas, Vicky Hernández y Gian Maria Volonté. Se estrenó en el Festival de Cannes en mayo de 1987, producida entre Italia, Colombia y Francia.

## Argumento
Después de 27 años del asesinato de Santiago Nasar (Anthony Delon), su mejor amigo, Cristobal Bedoya (Gian María Volonté), regresa a su pueblo como director del hospital. Mientras recorre el pueblo estancado en el tiempo, comienza a reconstruir los hechos que llevaron al crimen. Santiago, un joven adinerado, descendiente de padre turco, era un joven apuesto, con una novia llamada Flora Miguel (Carolina Rosi), que adoraba a Plácida Linero (Lucia Bosé), su madre, y pasaba su tiempo tratando de seducir a Divina Flor, hija de Victoria Guzmán (Leonor González Mina), criada de la casa y a quién Plácida odia, sabiendo que fue amante de su difunto esposo. 
En medio del letargo del pueblo (donde nunca pasaba nada), la vida cambia cuando un joven y adinerado ingeniero de trenes llamado Bayardo San Román (Rupert Everett), conoce a la bella Ángela Vicario (Ornella Muti), una hermosa joven de fuerte carácter que rechaza los audaces intentos de Bayardo por conquistarla, pero termina cediendo a las presiones de su familia para casarse con el.
Bayardo recibe de su padre un auto y compra la casa más grande y lujosa del pueblo para vivir con Angela, hasta que al fin se casan en una fastuosa boda a la cual están invitados todos los del pueblo, incluidos Santiago y Cristo (Sergi Mateu en su versión joven). En plena noche de bodas, Bayardo descubre que Ángela no es virgen. Humillado, la regresa con su familia donde Pura Vicario (Irene Papas), la madre de Ángela la golpea y exige la verdad. En medio de la ebriedad, sus hermanos, Pedro y Pablo (Carlos y Rogerio Miranda), exigen saber quién la deshonró. Presionada, Ángela solo atina a decir: "Santiago Nasar".
Los hermanos van a afilar los cuchillos a la carnicería de Faustino Santos (Edgardo Román) y van por el pueblo gritando que van a asesinar a Santiago, para luego embriagarse a la tienda de Clotilde Armenta (Vicky Hernández), quien da aviso al alcalde para que los lleven a prisión y evitar el crimen. Esa mañana, el pueblo espera la llegada del Obispo, quien pasa de largo por el puerto sin bajar de su barco. Poco después, los gemelos son liberados y el pueblo está a la espera de los hechos, donde algunos quieren pero no pueden impedir la tragedia y otros no mueven un dedo por evitarlo. 
Santiago visita a su novia Flora, pero ella lo rechaza luego de oír que el es el responsable de deshonrar a Angela Vicario. Al verse rodeado, Santiago trata de buscar refugio en su casa, pero su madre cierra la puerta de frente, creyendo que su hijo ya estaba a salvo por las palabras de Divina Flor. Ahí, el joven es apuñalado por los hermanos Vicario, quienes luego del crimen buscan refugio en la iglesia clamando su inocencia y haber limpiado su honor. Santiago se tambalea hasta caer muerto en la plaza.
Bayardo se echa a la pena y se hunde en la bebida abandonando el pueblo, mientras Ángela vive en la que iba a ser su casa de mujer casada, enamorada de su esposo, pasa los años escribiéndole cartas de amor. La reconstrucción del crimen por parte de Cristo Bedoya es la representación del sentimiento de culpa del pueblo por no haber impedido este crimen. Bayardo San Román tampoco pudo olvidar a Angela y regresa creando un camino con las cartas escritas por ella, quien al seguirlas lo ve de nuevo y se arrodilla a sus pies.

## Reparto
| Actor              | Personaje          |
| ------------------ | ------------------ |
| Ornella Muti       | Angela Vicario     |
| Rupert Everett     | Bayardo San Román  |
| Gian Maria Volonté | Cristobal Bedoya   |
| Anthony Delon      | Santiago Nasar     |
| Lucia Bosé         | Plácida Linero     |
| Irene Papas        | madre de Angela    |
| Sergi Mateu        | Cristóbal de joven |
| Vicky Hernández    | Clotilde Armaneta  |
| Alain Cuny         | viudo de Xius      |
| Carolina Rosi      | Flora Miguel       |
| Edgardo Román      | Faustino Santos    |

## Inspiración
La novela estuvo basada en acontecimientos reales que le ocurrieron a un amigo de García Márquez. El escritor oyó la historia de una pareja joven que se había casado en un pueblo de Sucre, Colombia, en 1951 y, en el día que seguía a su boda, el novio, Bayardo San Román, rechazó a la novia debido a la pérdida de su virginidad. La novia al parecer tuvo relaciones con su novio anterior, quien fue perseguido y asesinado por los hermanos gemelos de la novia para vengar el honor de la familia.

## Rodaje
Rosi leyó el libro en 1982 y se obsesionó con hacer la versión fílmica, la cual escribió junto a Tonino Guerra, guionista de "Blow Up" de Michealangelo Antonioni, la dirección de fotografía de Pasqualino DeSantis y música compuesta por Piero Piccioni. La cinta fue una coproducción entre Gaumont Italia y Focine (que invirtió cerca de $66 millones de pesos de la época para apoyar la producción. La película se filmó en Mompox y Cartagena de Indias y la localidad de Pasacaballos donde se invirtieron cinco meses y medio millón de dólares para el rodaje de la escena de la muerte de Santiago. En medio de los esfuerzos para evitar que la producción se cancelara luego de la quiebra de Gaumont Italia y las tensiones entre productores, personal técnico y actores.
La cinta destacó por la importante presencia de actores colombianos como Vicky Hernández, Edgardo Román, Leonor González Mina, Lucy Martinez, Yolanda García, Lina Botero, Matilde Suescún y Mariela Rivas. La cinta se rodó entre el 21 de mayo y el 12 de septiembre de 1986 y se estrenó en mayo de 1987 en el festival de Cannes y el 1° de agosto de 1987, distribuida por Cine Colombia.
En 1988 fue lanzada en formatos Betamax y VHS por la desaparecida distribuidora de videos Kyron.